# Elecciones al Parlamento Centroamericano de El Salvador de 2021
Las elecciones al Parlamento Centroamericano de la República de El Salvador de 2021 se llevaron a cabo el 28 de febrero de 2021, son las décimas de su tipo desde la firma de los Acuerdos de Paz de 1992 y las decimoterceras desde la promulgación de la Constitución de la República de 1983; en ellas se eligieron a 20 diputados miembros para la Parlamento Centroamericano. La elección se celebró simultáneamente con las elecciones, legislativas y municipales en todo el país.

## Sistema electoral
Se elegirán a 20 diputados titulares con sus respectivos diputados suplentes por voto universal y secreto a nivel nacional, empleando el método de la cifra repartidora. 

## Calendario electoral
| Fecha Final              | Evento |
| ------------------------ | --- |
| 27 de febrero de 2020    | Suspensión del proceso de modificación de dirección de residencia                                                 |
| 29 de julio de 2020      | Convocatoria de partidos políticos a elecciones internas de candidaturas 2021                                     |
| 30 de octubre de 2020    | Definición de oficiales de enlace y proceso de aprobación de centros de votación                                  |
| 06 de abril de 2021      | Suspensión de admisión de solicitudes de inscripción de nuevos partidos políticos                                 |
| 29 de septiembre de 2020 | Solicitudes de interesados en participar como candidatos no partidarios para ser reconocidos como tales           |
| 30 de octubre de 2020    | Cierre de Registro Electoral                                                                                      |
| 24 de febrero de 2021    | Convocatoria a Elecciones y acciones complementarias                                                              |
| 11 de septiembre de 2020 | Inscripción de Pactos de Coalición                                                                                |
| 24 de febrero de 2021    | Inscripción y Propaganda Electoral de Candidatos y Candidatas a Diputados y Diputadas al PARLACEN                 |
| 24 de febrero de 2021    | Inscripción y Propaganda Electoral de Candidatos y Candidatas a Diputados y Diputadas a la Asamblea Legislativa   |
| 17 de marzo de 2021      | Organización de Juntas Electorales Departamentales (JED)                                                          |
| 24 de febrero de 2021    | Inscripción y Propaganda Electoral de Candidatos y Candidatas a Concejos Municipales                              |
| 17 de marzo de 2021      | Organización de Juntas Electorales Municipales                                                                    |
| 21 de febrero de 2021    | Preparativos y Material Electoral                                                                                 |
| 12 de febrero de 2021    | Pruebas y Simulacros de Transmisión y Procesamiento de Resultados Electorales Preliminares                        |
| 01 de marzo de 2021      | Organización de Juntas Receptoras de Votos                                                                        |
| 23 de abril de 2021      | Logística para el Evento Electoral                                                                                |
| 28 de febrero de 2021    | ELECCIONES |
| 02 de marzo de 2021      | Declaratoria de Resultados, Entrega de Credenciales y Cierre del Proceso                                          |
| 01 de octubre de 2021    | Proceso sancionatorio p/ quien se negare sin justa causa a desempeñar cargos de miembro de Organismos Electorales |
| 23 de julio de 2021      | Seminario de Evaluación del Proceso Electoral 2021 y publicación y divulgación de Estadísticas Electorales 2021   |
| 01 de octubre de 2021    | Ejecución, control y liquidación presupuestaria                                                                   |
| 19 de noviembre de 2021  | Rendición de Cuentas TSE sobre el Proceso Electoral 2021                                                          |

## Resultados
|  | 68.11 % |

|  | 13.23 % |

|  | 7.30 % |

|  | 6.61 % |

|  | 3.16 % |

|  | 1.59 % |

|  | 50.18 % |

## Representantes electos
A continuación se enlistan los diputados electos: 
| N.º | Nombre               | Partido | Partido | Marcas obtenidas |
| --- | -------------------- | ------- | ------- | ---------------- |
| 1   | Efraín Guatemala     |         | N       | 291,379          |
| 2   | Carlos Hernández     |         | N       | 261,440          |
| 3   | Cecilia Rivera       |         | N       | 207,273          |
| 4   | Cecilia Vargas       |         | N       | 188,060          |
| 5   | Yiseel Barahona      |         | N       | 187,242          |
| 6   | Glenda Estrada       |         | N       | 183,779          |
| 7   | Michelle de Murillo  |         | N       | 179,212          |
| 8   | Ángel Maravilla      |         | N       | 178,941          |
| 9   | Eleonora Reyes       |         | N       | 163,938          |
| 10  | Frank Menjívar       |         | N       | 161,786          |
| 11  | Lisseth Arias        |         | N       | 161,267          |
| 12  | Belinda Núñez        |         | N       | 160,577          |
| 13  | Guadalupe Raymundo   |         | N       | 160,023          |
| 14  | Bryan Orellana       |         | N       | 149,490          |
| 15  | Norman Quijano       |         | ARENA   | 91,079           |
| 16  | Nelson Guardado      |         | GANA    | 57,134           |
| 17  | Karina Sosa          |         | FMLN    | 55,179           |
| 18  | David Reyes          |         | ARENA   | 46,175           |
| 19  | Heidy Mira           |         | ARENA   | 44,616           |
| 20  | Ricardo Calderón Lam |         | PCN     | 25,222           |